# Oecetis albicornis
Oecetis albicornis är en nattsländeart som beskrevs av Martin 1931. Oecetis albicornis ingår i släktet Oecetis och familjen långhornssländor. Inga underarter finns listade i Catalogue of Life.